# Friedrich Wippermann
Friedrich Wippermann (* 21. April 1922 in Stotzheim; † 22. Mai 2005) war ein deutscher Meteorologe.
Wippermann war in seiner Jugend vom Fliegen begeistert und meldete sich bei Ausbruch des Zweiten Weltkriegs zunächst bei den Segelfliegern, machte dann aber eine Ausbildung zum Techniker im Wetterdienst. 1941 begann er ein Studium der Meteorologie in Prag und erhielt sein Diplom 1944 an der Universität Leipzig. Nach dem Zweiten Weltkrieg arbeitete er als Meteorologe beim Wetterdienst in der französischen Besatzungszone und arbeitete an seiner Dissertation. 1948 wurde er als Externer am Institut für Geophysik und Meteorologie in Frankfurt am Main bei Fritz Möller promoviert. Danach war er beim Landeswetterdienst Rheinland-Pfalz in Neustadt an der Weinstraße, ab 1952 in der Forschungsabteilung in Bad Kissingen, wo er über numerische Wettervorhersage forschte. 1957 habilitierte er sich in Frankfurt bei Fritz Möller. 1958 wurde er Dozent an der TH Darmstadt. Dort erforschte er die turbulente Diffusion z. B. von Schadstoffteilchen in der Atmosphäre. 1963 wurde er Professor für Meteorologie an der TH Darmstadt. 1987 wurde er emeritiert.
Er befasste sich insbesondere mit der atmosphärischen Grenzschicht und mit theoretischer Meteorologie. Er setzte sich früh für die Entwicklung von Klimamodellen und Umweltmeteorologie ein und initiierte die Gründung des Arbeitskreises Umweltschutz und Meteorologie (AKUMET). Wippermann war Sprecher des DFG-Schwerpunktprogramms Physikalische Grundlagen des Klimas und Klimamodelle. Nachdem er selbst am Herzen operiert worden war, entwickelte er eine hydrodynamische Theorie der Herzklappen, veröffentlicht im Journal of Fluid Mechanics. Auf der Hundertjahrfeier der DMG 1983 hielt er einen Festvortrag über Chaostheorie in der Meteorologie (Das Entstehen von Strukturen. Synergetische Probleme in der Meteorologie).
1992 erhielt er die Alfred-Wegener-Medaille, für Forschung zu numerischer Wettervorhersage und turbulenter Diffusion, die zu einem vertieften Verständnis der Ausbreitungsvorgänge in der Grenzschicht der Atmosphäre führten (Laudatio). Gleichzeitig wurden damit seine Verdienste bei der Neugründung der Deutschen Meteorologischen Gesellschaft nach dem Zweiten Weltkrieg gewürdigt.
Er war aktiv in der Vereinigung der zersplitterten deutschen meteorologischen Gesellschaften nach dem Zweiten Weltkrieg. 1964 erfolgte die Gründung des Verbandes deutscher meteorologischer Gesellschaften (VDMG), deren Vorsitz Wippermann 1972 übernahm. 1974 kam es schließlich auch auf Initiative von Wippermann zur Neugründung der  Deutschen Meteorologischen Gesellschaft (DMG), deren Vorläufer 1883 gegründet worden war. 1974/75 war er Vorsitzender der DMG und er war ab 1991  deren Ehrenvorsitzender. Auf seine Initiative entstand 1971 die Fortbildungszeitschrift promet.
Im Ruhestand veröffentlichte er einen historischen Roman (Kentura) und eine Autobiographie.

## Schriften
- The planetary boundary layer of the atmosphere, Deutscher Wetterdienst, Offenbach, 1973